# James Dyson
 (août 2023).
Si vous disposez d'ouvrages ou d'articles de référence ou si vous connaissez des sites web de qualité traitant du thème abordé ici, merci de compléter l'article en donnant les références utiles à sa vérifiabilité et en les liant à la section « Notes et références ».
Pour les articles homonymes, voir Dyson (homonymie).
James Dyson, né le 2 mai 1947 à Cromer au nord du Norfolk, est un écrivain scientifique, inventeur et designer industriel anglais, fondateur de la société Dyson et directeur de département « recherche et développement » de son entreprise. 
Dyson est connu grâce à ses aspirateurs à séparation cyclonique, sans sac et sans perte d'aspiration. Il a également inventé un système de lave-linge plus efficace, une brouette qui ne s'enfonce pas dans la boue, un lanceur de bateaux flottant, etc. Ses plus récentes innovations sont le sèche-main en dix secondes avec de l'air froid, le ventilateur sans hélice et un robinet sèche-mains. 

## Biographie

### Études (1956-1970)
Né d'une famille d'enseignants, il fait ses études tout d'abord à l'école de Gresham de 1956 à 1965. De 1965 à 1966, il fréquente l'école de dessin et de peinture Byam Shaw à Londres, puis le Royal College of Art pendant quatre ans, où il étudie le dessin d'ameublement et la décoration intérieure. Pendant ce temps il conçoit :
- le nouveau théâtre à l'Est de Stratford à Londres (1967) ;
- l'auditorium et les sièges de la « Roundhouse » de Londres (1967) ;
- avec le Conran Design Group, les sièges chromés et les meubles de crèche pour l'aérogare 1 de l'aéroport de Heathrow ;
- toujours avec le Conran Design Group, la décoration des boutiques de vins Peter Dominic de Victoria Street, Londres et Cheltenham ;
- le « Sea Truck », un véhicule maritime pour lourdes charges, qui peut débarquer sur n'importe quelle plage, qu'il a conçu et fabriqué pour l'inventeur Jeremy Fry. Avec des ventes dans plus de cinquante pays, le « Sea Truck » gagne un prix du « Design Council » et le prix spécial de S.A.R. le duc d'Édimbourg en 1975. À ce jour, les ventes s'élèvent à 500 millions de dollars US. Il a été vendu dans 50 pays[1].

### Premières inventions (1970-1992)
Il rejoint la « société Rotork » (à Bath) en 1970 d'où il lance et préside la nouvelle division spécialisée dans le matériel marin. Il y développe les ventes dans quarante pays. Il devient, trois ans plus tard, l'un des directeurs de Rotork. De son plein gré, il quitte la société l'année suivante, pour développer le Ballbarrow, brouette avec une roue-ballon qui ne s'enfonce pas dans la boue et gagne le prix Building Design Innovation en 1977. Il invente ensuite un rouleau de jardin rempli d'eau, puis le « Trolleyball » l'année d'après, un lanceur de bateau avec des roues-ballons. Enfin, il invente et conçoit le « Wheelboat », véhicule tout-terrain pouvant également rouler sur l'eau et atteignant la vitesse de 64 km/h.
Alors qu'il rénove sa maison de campagne dans les Cotswolds, il remarque que lorsqu'il passe l'aspirateur, le sac se bouche et qu'il perd en aspiration. L'idée d'un aspirateur sans sac commence alors à germer. À partir de 1979 et ce, durant cinq ans avec obstination, il développe l'aspirateur et construit 5127 prototypes de l'aspirateur Dual Cyclone. C'est en 1983 qu'il produit son premier prototype d'aspirateur qui correspond véritablement à ce qu'il avait en tête, une machine rose très post-moderne appelé G-Force, qui fait alors la couverture du Design Magazine.

Logo de la technologie Dual Cyclone.

De 1982 à 1984, James Dyson voyage entre le Royaume-Uni et l'Europe, à la recherche de quelqu'un pour breveter le produit. Les multinationales sont réticentes à investir, car cela signifierait la fin du marché du sac de rechange qui représente plus de cent millions de livres sterling au Royaume-Uni. C'est finalement au Japon, en 1985, qu'il commence à travailler en collaboration avec une société qui importe également Filofax.
En 1986, Dyson dépose finalement une licence sur la technologie cyclonique de son aspirateur au Japon. Les premières ventes japonaises du G-Force (premier aspirateur Dual Cyclone) ont lieu : il est vendu à plus de 2 000 dollars l'unité. Le G-Force est ensuite présent lors du salon sur le Design britannique de Vienne en 1987. Deux ans plus tard, le G-Force fait partie et est l'image du Design britannique au Salon des Nouvelles Traditions de Rotterdam. James Dyson propose une licence de sa technologie à Amway, mais la négociation échoue. Amway lance par la suite un produit similaire et une bataille légale s'ouvre alors. Un arrangement est finalement trouvé en 1991, année où l'aspirateur G-Force de Dyson obtient le prix du Salon International du Design au Japon ; les Japonais sont si impressionnés par sa performance que le G-Force est devenu un symbole social. La technologie Dual Cyclone est lancée sous licence à Iona aux États-Unis, où elle est commercialisée grâce à l'aspirateur « Fantom ».
En 1990 et durant deux ans, James Dyson est président du Collège d'enseignement supérieur de Bath.

### Débuts de son entreprise (1992-)

Logotype de la société Dyson.

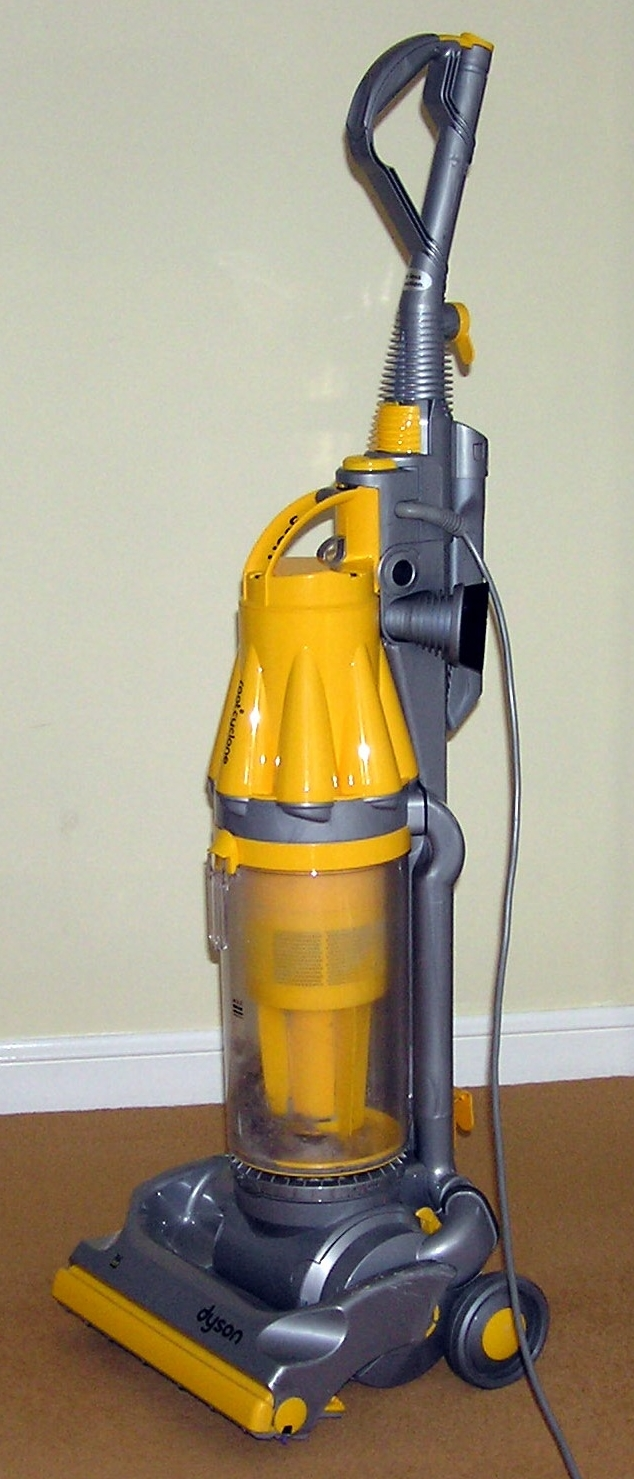
« Aspirateur Dyson ».

En 1992 débute la construction de l'usine de production au Royaume-Uni. James Dyson décide d'utiliser les revenus de sa licence du Japon pour créer sa propre usine. Si personne ne veut de sa technologie, il la produira lui-même, ce qu'il fait dès l'année suivante. Au même moment, James Dyson ouvre son propre centre de recherche et de fabrication Dyson à Chippenham, tout en étant parallèlement examinateur externe de la faculté d'étude conception industrie au Royal College of Art (fonction occupée jusqu'en 1996).
Il reçoit un doctorat honorifique ès Lettres de l'université du Staffordshire, en 1996, et est nommé Fellow de la Royal Academy of Engineering (FREng). Le salon « Doing a Dyson » (créer un Dyson) ouvre ses portes au Design Museum. L'histoire de Dyson est racontée dans l'ouvrage Doing a Dyson, qui paraît en même temps que se tient le salon.
En janvier 1997, il envoie une pétition à la Cour européenne des droits de l'homme, s'opposant aux charges exorbitantes et obligatoires des taxes de renouvellement des brevets dans l'espoir que la pratique évolue. James Dyson devient membre du Design Council.
L'autobiographie de James Dyson, Dans la cour des grands, est publiée en mai 1997 au Royaume-Uni. En juin, il devient administrateur du Design Museum. En dehors d'Alice Rawsthorn du Financial Times et ancienne directrice du Design Museum, il est la seule personne membre du Design Council à occuper ce poste. L'Institute of Engineering Designers lui nomme CEng. En juillet, il est élu Mécène de l'année pour sa participation par le biais du projet Antarctique en Solitaire à la recherche contre le cancer du sein, il est également nommé docteur ès Sciences par l'Oxford Brookes University et obtient le prix de Prince Philip Designers. L’école de Commerce de l'université de Huddersfield lui attribue en novembre un doctorat ès Sciences.
James Dyson est nommé commandeur dans l'Empire britannique (CBE) en janvier 1998 (équivalent de la Légion d'honneur) à l'occasion des Honneurs du nouvel an. Il est élu « Numéro Un » par le magazine Entreprise parmi les 100 meilleurs entrepreneurs britanniques. Il fait en mai l'ouverture du salon Englishman at home chez Purves & Purves - un salon des produits conçus et fabriqués au Royaume-Uni. James Dyson présente en juillet le prix du design produit James Dyson à New Designers 1998. Il devient Fellow d'honneur de l'université de Liverpool John Moores. En octobre, il fait un discours lors de la réunion IPPR de la Conférence du Parti Travailliste. En novembre, il fait un discours lors de la conférence CBI aux côtés du baron Mandelson, reçoit la distinction de docteur honoris causa ès Sciences de l'université de Bradford, devient le Président d'honneur de la Roundhouse de Londres et devient membre du Conseil du Royal College of Art. Puis en janvier 1999, il est nommé Président du Design Museum en remplacement de Sir Terence Conran. James Dyson reçoit en mars, la distinction de docteur-ingénieur d'honneur de l'UWE. Et dans le deuxième tiers de l'année, il reçoit le prix du Designer de la Décennie.
En janvier 2000, il est nommé parrain de la Meningitis Research Foundation - fondation britannique pour la recherche sur la méningite - après avoir récolté deux millions de livres sterling, alors qu'il s'était engagé à en recueillir un. Au mois de mars, il est nommé parrain de l'association britannique des professeurs de Design et Technologie. Le quotidien britannique le Daily Telegraph publie L'histoire des Grandes Inventions de James Dyson, une série de six cahiers publiés dans les suppléments du week-end (de juin à août 2000), puis un livre est édité. La Fondation James Dyson est créée afin de promouvoir les donations caritatives, et plus particulièrement les donations dans le domaine de la Science, de l'Ingénierie, la Médecine et l'Éducation.
En mai 2003, James Dyson et Jim Honey créent un jardin exceptionnel (The Wrong Garden) pour le Chelsea Flower Show de Londres, qui remporte la médaille d’or. Par illusion, l'eau donne l'impression de remonter le long de quatre rampes inspiré par Maurits Cornelis Escher.
En 2004, il prononce un discours lors du mémorial Richard Dimbleby : La différence dans l'ingénierie. L'année suivante, il publie L'esprit du design, une sélection d'œuvres design.
Finalement, il abandonne son poste de PDG de son entreprise, préférant prendre la tête du département « recherche et développement ». Son actif net est estimé pour 2013 à plus de 4,2 milliards de dollars selon Forbes.

## Politique
James Dyson a été un partisan du « Brexit » lors des débats sur le retrait du Royaume-Uni de l'Union européenne en vue du référendum de 2016. En dépit du vote en faveur du Brexit, il choisit de délocaliser son entreprise à Singapour.
Proche du Premier ministre Boris Johnson, il semble avoir exploité cette relation pour obtenir des avantages fiscaux selon des révélations de la presse. L'opposition travailliste s'en indigne et réclame une enquête.

## Vie privée
Dyson se marie en 1968 avec Deirdre Hindmarsh (actuelle Lady Dyson) : ils ont trois enfants, Emily, Jake (Jacob) et Sam.
Sir et Lady Dyson habitent au Dodington Park près de Chipping Sodbury dans le Gloucestershire. Ils sont aussi propriétaires du Domaine des Rabelles en Provence et une maison au quartier de Chelsea à Londres. Sir James Dyson fait partie des plus grands propriétaires terriens d'Angleterre.
À Paris, il possède un hôtel particulier 32 rue Vaneau.
Il possède également depuis 2011 le yacht Nahlin (en) qu'il a profondément fait remanier.

## Distinctions honorifiques
- Order of Merit (OM) (2016)[10]
- Knight Bachelor (2007)[11]
- Commander, Order of the British Empire (CBE) (1998)[12]

## Prix
Sir James Dyson a créé le prix James Dyson Award destiné aux étudiants de niveau universitaire en design industriel, design-produit ou ingénierie de dix-huit pays. Ce concours récompense l'ingéniosité et la créativité. Les lauréats sont nationaux et un lauréat international est désigné chaque année.

### Citations
- « Le design n'est pas uniquement lié à l'apparence de l'objet, mais aussi à son fonctionnement. »
- « J’étais frustré par mon aspirateur - il se bouchait rapidement avec la poussière, sa puissance d’aspiration diminuait sans cesse, et il finissait par laisser de la poussière sur le sol après son passage. Pour résoudre ce problème, je me suis lancé dans des recherches pour développer un tout nouveau type d’aspirateur. Après plus de 5 000 prototypes, je le tenais enfin : le premier aspirateur qui ne se bouche pas, qui ne perd pas d’aspiration. »